# Another Year
Pour plus de détails, voir Fiche technique et Distribution.
Another Year  est un film britannique du réalisateur Mike Leigh présenté en sélection officielle au Festival de Cannes 2010, sorti le 22 décembre 2010 en France.
Le film dépeint le portrait de gens « ordinaires » vivant à Londres et dans le Lancashire, aux destins unis ou opposés, la vie souriant aux uns tout en broyant les autres.

## Synopsis
Une année, quatre saisons dans la vie de Tom et Gerri, un couple heureux et uni de sexagénaires. Lui est ingénieur géologue, elle est psychologue. Ils invitent régulièrement Mary, une amie qui est aussi une collègue de travail de Gerri, une femme solitaire qui noie son mal-être dans trop d'alcool. Le couple est préoccupé par le célibat de leur fils unique Joe, néo-trentenaire. Lors d'un barbecue en compagnie de Ken, un autre ami lui aussi « cabossé » par la vie, Mary se montre entreprenante avec Joe malgré leur différence d'âge.
En hiver, Tom et Gerri se rendent aux funérailles de la femme de Ronnie, le frère de Tom. Contrairement à Tom, Ronnie est un homme aigri et taciturne, dont le fils agressif lui rend la vie difficile. Tout ce monde sera amené à passer des moments de vie simples mais importants sous le toit chaleureux de Tom et Gerri. Les uns le cœur en fête, d'autres moins...

## Fiche technique
- Titre : Another Year
- Réalisateur : Mike Leigh (assisté de Josh Robertson)
- Scénario : Mike Leigh
- Photographie : Dick Pope
- Décors : Simon Beresford
- Costumes : Jacqueline Durran
- Montage : Jon Gregory (en)
- Son : Tim Fraser
- Musique : Gary Yershon
- Effets visuels : Dolores McGinley
- Producteurs : Danielle Brandon, Gail Egan, Georgina Lowe et Tessa Ross
- Société de production : Thin Man Films, UK Film Council & Film 4, Focus Features
- Société de distribution : Momentum Pictures (Grande-Bretagne), Diaphana Distribution (France)
- Pays d'origine : Royaume-Uni
- Format : Couleurs
- Durée : 129 min
- Sorties :
  - Royaume-Uni 5 novembre 2010
  - France 22 décembre 2010
- Affiche de film : Floc'h

## Distribution
- Jim Broadbent (VF : Claude Lévêque) : Tom
- Ruth Sheen (VF : Michèle Simonnet) : Gerri
- Lesley Manville (VF : Muriel Mayette-Holtz) : Mary
- Oliver Maltman (VF : Guillaume de Tonquédec) : Joe
- Peter Wight (VF : Jean-Claude Sachot) : Ken
- David Bradley (VF : Georges Claisse) : Ronnie,
- Karina Fernandez (en) (VF : Anneliese Fromont) : Katie
- Martin Savage : Carl
- Michele Austin : Tanya
- Phil Davis : Jack
- Imelda Staunton : Janet
- Stuart McQuarrie : un géologue
- David Hobbs : le pasteur
- Eileen Davies : une proche de la défunte
- Mary Jo Randle : une proche de la défunte
- Ben Roberts : un proche de la défunte
- Badi Uzzaman : M. Gupta
- Meneka Das : l'amie de M. Gupta

Source et légende : Version française (VF) sur le site d’AlterEgo (la société de doublage)

## Autour du film
- De nombreux interprètes d'Another Year sont des habitués de l'univers de Mike Leigh, notamment Lesley Manville qui en est à sa neuvième collaboration, Ruth Sheen sa cinquième, Jim Broadbent sa troisième, et Imelda Staunton et Philip Davis qui campaient avec force le couple principal de Vera Drake.
- Jim Broadbent et David Bradley, qui interprètent les deux frères, ainsi qu'Imelda Staunton, ont tous participé à la saga Harry Potter.

## Distinctions
- Festival de Cannes 2010 : sélection officielle en compétition[2]
- Nomination a l'Oscar du meilleur scénario original lors de la 83e cérémonie
- Nomination au Grand prix de l'Union de la critique de cinéma 2011
- Prix du meilleur film étranger du syndicat français de la critique de cinéma